# Pseudoprocris
Pseudoprocris là một chi bướm đêm thuộc họ Zygaenidae.

## Các loài
- Pseudoprocris dolosa Druce, 1884
- Pseudoprocris gracilis Druce, 1884